# Cheng Heng
Cheng Heng (1916 – 1996) là chính trị gia Campuchia từng giữ chức Quốc trưởng thay thế Hoàng thân Norodom Sihanouk từ năm 1970-1972 và là Quốc trưởng đầu tiên của nền Cộng hòa Khmer sau cuộc cuộc đảo chính do Thủ tướng Lon Nol cầm đầu, được xem là một nhân vật hoạt động chính trị tương đối nổi bật trong thời kỳ Cộng hòa Khmer (1970-1975).

## Tiểu sử
Cheng Heng là người Khmer gốc Hoa sinh ra ở tỉnh Takeo trong một gia đình trung nông, về sau phất lên trở thành một doanh nhân và địa chủ giàu có. Thuở ban đầu, ông làm viên chức Bộ Dân chính thời thực dân Pháp ở Campuchia, sau nhiều năm làm việc, dần dần ông leo lên tới cấp bậc Oudom-Montrey (lớp quan lại cấp cao của Campuchia thời thuộc địa) giữa thập niên 1950.
Sự nghiệp chính trị ban đầu của ông trong khoảng thời gian khi đảng Sangkum của Hoàng thân Norodom Sihanouk kiểm soát đất nước ít được biết đến, chỉ biết là ông bắt đầu tham gia hoạt động chính trị vào năm 1958 và được bổ nhiệm làm Bộ trưởng Nông nghiệp từ năm 1961-1962. Năm 1962, Heng được bầu vào chức Phó Chủ tịch Sangkum ở huyện Ta Khmau, nhưng bị ứng cử viên đối thủ là Keo Sann, một bác sĩ trẻ thuộc phái Sihanouk đoạt mất trong cuộc bầu cử năm 1966. Về sau Heng trở lại chính trường thông qua cuộc bầu cử năm 1967 ở Phnom Penh, tới năm 1970 ông được bầu làm Chủ tịch Quốc hội Campuchia. Mức hỗ trợ chính trị của Heng dường như đã đạt đến giới hạn cho đến năm 1970, ngoài chức Chủ tịch Hội đồng Nhà nước, ông từng là giám đốc nhà tù trung ương ở Phnom Penh hồi Pháp thuộc. 
Ngay sau cuộc đảo chính năm 1970, Thủ tướng Lon Nol và Phó Thủ tướng Sirik Matak đã sắp đặt một cuộc bỏ phiếu tại Quốc hội thông qua quyết định truất phế Sihanouk, đồng thời chính thức thành lập nước Cộng hòa Khmer, Heng được đưa lên làm Quốc trưởng thay thế vai trò của Sihanouk cho đến khi cuộc bầu cử được sắp xếp. Tuy nhiên, trên thực tế thì chức vụ Quốc trưởng của ông chủ yếu chỉ đóng vai trò về mặt nghi lễ, mọi quyền hành thực sự đều nằm trong tay của Lon Nol và Sirik Matak mà theo lời của Sihanouk thì Heng chỉ là một "con rối không hơn không kém". Ngoại trừ các cuộc họp báo, Cheng Heng cũng nhận được sự viếng thăm của các chính trị gia nước ngoài và gặp phải các rắc rối nhỏ khác như trường hợp của William Shawcross liên quan một sự cố trong chuyến thăm từ Phó Tổng thống Mỹ Spiro Agnew vào tháng 7 năm 1970 ở Phnom Penh, đóng vai trò là Quyền Quốc trưởng, ông buộc phải tranh luận với nhân viên Cơ quan Mật vụ Hoa Kỳ về việc huấn luyện cách sử dụng súng cho hắn trong khi ông đang cố gắng chào đón Agnew tới Vương cung Campuchia.
Lon Nol về sau sử dụng một cuộc khủng hoảng chính trị để loại bỏ Heng và tước mất vai trò của ông vào đầu năm 1972. Đến năm 1973, dưới áp lực của Mỹ lên Lon Nol để mở rộng sự tham gia chính trị, Heng được bầu làm Phó chủ tịch trong "Hội đồng Chính trị Tối cao" được thiết lập để cai trị đất nước vào thời gian đó. Ảnh hưởng của Hội đồng đã sớm bị loại bỏ và Lon Nol trở lại cách thức cai trị theo thuyết nhân vị của nước Cộng hòa sa đọa. Đầu năm 1975, lực lượng Khmer Đỏ được sự yểm trợ đắc lực của Quân đội Nhân dân Việt Nam đã tiến hành tung quân bao vây thủ đô Phnom Penh, suốt thời gian bao vây, Khmer Đỏ cho công bố bản danh sách "Bảy Kẻ Phản Bội" trong đó có tên Heng (còn lại bao gồm Lon Nol, In Tam, Sisowath Sirik Matak, Long Boret, Sosthene Fernandez và Sơn Ngọc Thành), nhận thấy sẽ bị xử tử ngay lập tức trong trường hợp phe Cộng sản giành chiến thắng. Heng vội vàng rời khỏi đất nước vào ngày 1 tháng 4 tới tị nạn chính trị tại Paris, nơi ông liên kết với các nhóm lưu vong tập trung vào tổ chức Son Sann. 
Heng trở về Campuchia sau khi nhận làm trung gian hòa giải chính trị cho Liên Hợp Quốc vào năm 1991 (Hiệp định Hòa bình Paris) và tiếp tục tham gia thêm nữa vào nền chính trị quốc nội, ít lâu sau ông thành lập Đảng Liên minh Cộng hòa nhưng không mấy thành công khi tham gia vào cuộc bầu cử năm 1993. Cheng Heng qua đời vào năm 1996 tại Phnom Penh, hưởng thọ 80 tuổi. 